# Jean Stengers
Jean Stengers (Elsene, 13 juni 1922 - 15 augustus 2002) was een Belgisch hoogleraar en historicus.

## Familie
Stengers was de zoon van Maxime Stengers, een van de eerste gepromoveerden als handelsingenieur in de École de Commerce Solvay, gesticht in 1903. Zijn moeder, Laure Hovine, dochter van een Doornikse arts, schreef kinderboeken. Met haar zus Jeanne publiceerde ze in Le Soir het stripverhaal Nic et Nac, dat groot succes had.
In 1946 trouwde hij met Adrienne Limet, een historica met wie hij nauw zou samenwerken. Ze kregen drie kinderen:
- Jean-Maxime Stengers werd bankier.
- Marie-Laure Stengers doorliep een loopbaan bij de Parti réformateur libéral. Ze was onder meer volksvertegenwoordiger en schepen van Elsene.
- Isabelle Stengers is historica van de wetenschappen (epistemologie) en werd hoogleraar aan de ULB.

## Levensloop
Stengers was 17 toen hij zijn eerste jaar geschiedenis (specialiteit middeleeuwen) begon aan de ULB. In 1941 publiceerde hij zijn eerste artikel in het Tijdschrift voor filologie en geschiedenis. In 1943 behaalde hij de graad van licentiaat in de geschiedenis met een thesis over de Joden in de Nederlanden tijdens de middeleeuwen.
In 1946 werd hij onderzoeker aan het Nationaal Fonds voor Wetenschappelijk Onderzoek en redactiesecretaris, voor de afdeling geschiedenis van het 'Tijdschrift voor filologie en geschiedenis'. Hij werd er directeur van in 1957.
In 1948, met als promotor professor Paul Bonenfant, verdedigde hij zijn doctoraatsthesis met als titel Les fondements historiques du sentiment national belge.
Vanaf 1949 doceerde hij aan de ULB koloniale geschiedenis. In 1951 nam hij de vakken hedendaagse geschiedenis over die gedoceerd werden door professor Franz Van Kalken.
In 1954 werd hij gewoon hoogleraar. Hij was medeoprichter van het Institut d'histoire du christianisme. In 1967 volgde hij Guillaume Jacquemyns op aan de leiding van het seminarie voor hedendaagse geschiedenis.
Stengers verwierf in de eerste plaats bekendheid door zijn publicaties over België als koloniale mogendheid. Zijn boek Congo, Mythes et réalités (1989) werd een referentiewerk.
Ook andere werken hebben zijn reputatie gevestigd, zoals die over de Belgische monarchie:
- L'action du roi en Belgique depuis 1831;
- Pouvoir et influence: essai de typologie des modes d'action du roi.

Hij schreef ook Vertiges de l'historien, een onderzoek naar het toeval en de plaats die het inneemt in het onderzoek van de historicus evenals in de ontwikkeling van sommige gebeurtenissen.
Stengers werd vaak uitgenodigd voor debatten op radio of televisie over de domeinen waarop hij competent was, zoals de monarchie, het Belgisch nationaal gevoel, de kolonies enz. Hij toonde zich hierbij een uitstekend pedagoog.
Ginette Kurgan schreef: Gereputeerd historicus, zowel in België als over de grenzen heen, heeft hij een indrukwekkend oeuvre nagelaten, gekenmerkt door de verscheidenheid van zijn belangstellingen, door de wijdte van de door hem voorgestelde perspectieven en door de originaliteit en de nauwkeurigheid van zijn benadering.

## Erefuncties
- Eredoctor van de Vrije Universiteit Brussel
- Prix Hubert Pierlot 1982
- In de Académie royale de Belgique:
  - 1970: corresponderend lid
  - 1976: lid
  - 1983: directeur van de klasse der letteren
  - voorzitter van de commissie voor de Biographie nationale.
- In de Koninklijke Academie voor Overzeese Wetenschappen:
  - 1952: corresponderend lid van het Institut royal colonial belge,
  - 1965: lid van de Koninklijke Academie
  - Voorzitter van de Commissie geschiedenis, lid van de Commissie voor de koloniale biografie.

Als lid sinds 1980 van het wetenschappelijk comité, werkte hij mee aan de ontwikkeling van het Centrum voor de studie van de Tweede Wereldoorlog en van de Hedendaagse Maatschappij.
Hij was, van bij de oprichting in 1994 van de Stichting voor de eigentijdse Herinnering, voorzitter van de wetenschappelijke raad.

## Publicaties
Jean Stengers heeft meer dan 300 afzonderlijke geschiedkundige artikels en boeken gepubliceerd.

### Boeken
- Les Juifs dans les Pays-Bas au Moyen Âge, Brussel, 1950 (Académie royale de Belgique)
- Belgique et Congo. L'élaboration de la Charte coloniale, Brussel, La Renaissance du Livre, 1963.
- (samen met Jean-Luc DE PAEPE e. a.,) Index des Éligibles au Sénat (1831-1893), Brussel, Académie royale de Belgique (Commission de la Biographie Nationale), Brussel, 1975
- Léopold III et le gouvernement. Les deux politiques belges de 1940, 1980 (vermeerde uitgave 2002)
- L'action du Roi en Belgique depuis 1831. Pouvoir et influence, Louvain-la-Neuve, Duculot, 1994 & 1996 (heruitgave 2008)
- Congo, Mythes et réalités, Parijs-Louvain-la-Neuve, Duculot, 1989 (vermeerderde heruitgave in 2005).
- (samen met Gustaaf JANSSENS,) Nouveaux regards sur Léopold Ier et Léopold II. Fonds d’archives Goffinet, Brussel, Koning Boudewijnstichting, 1997
- Vertige de l'historien, les histoires au risque du hasard, Brussel, 1998.
- (met Eliane Gubin,) Histoire du sentiment national en Belgique des origines à 1918, Brussel, Racine, 2000-2002, 2 vol. (t. 1.: Les racines de la Belgique: jusqu'à la révolution de 1830; t.2 : Le grand siècle de la nationalité belge).
- Histoire d'une grande peur, la masturbation, éd. Synthelabo, 2000.

### Artikels
- Essai d'une méthode d'évaluation des sommes d'argent exprimées en monnaies anciennes, in: Revue belge de philologie et d'histoire, t. 20, n° 3-4, 1941, blz. 575-588.
- Het Belgisch Tijdschrift voor filologie en geschiedenis wijdde een nummer in 2004 aan de heruitgave van artikels door Jean Stengers Te lezen op Persée